# 인스브루크 공항

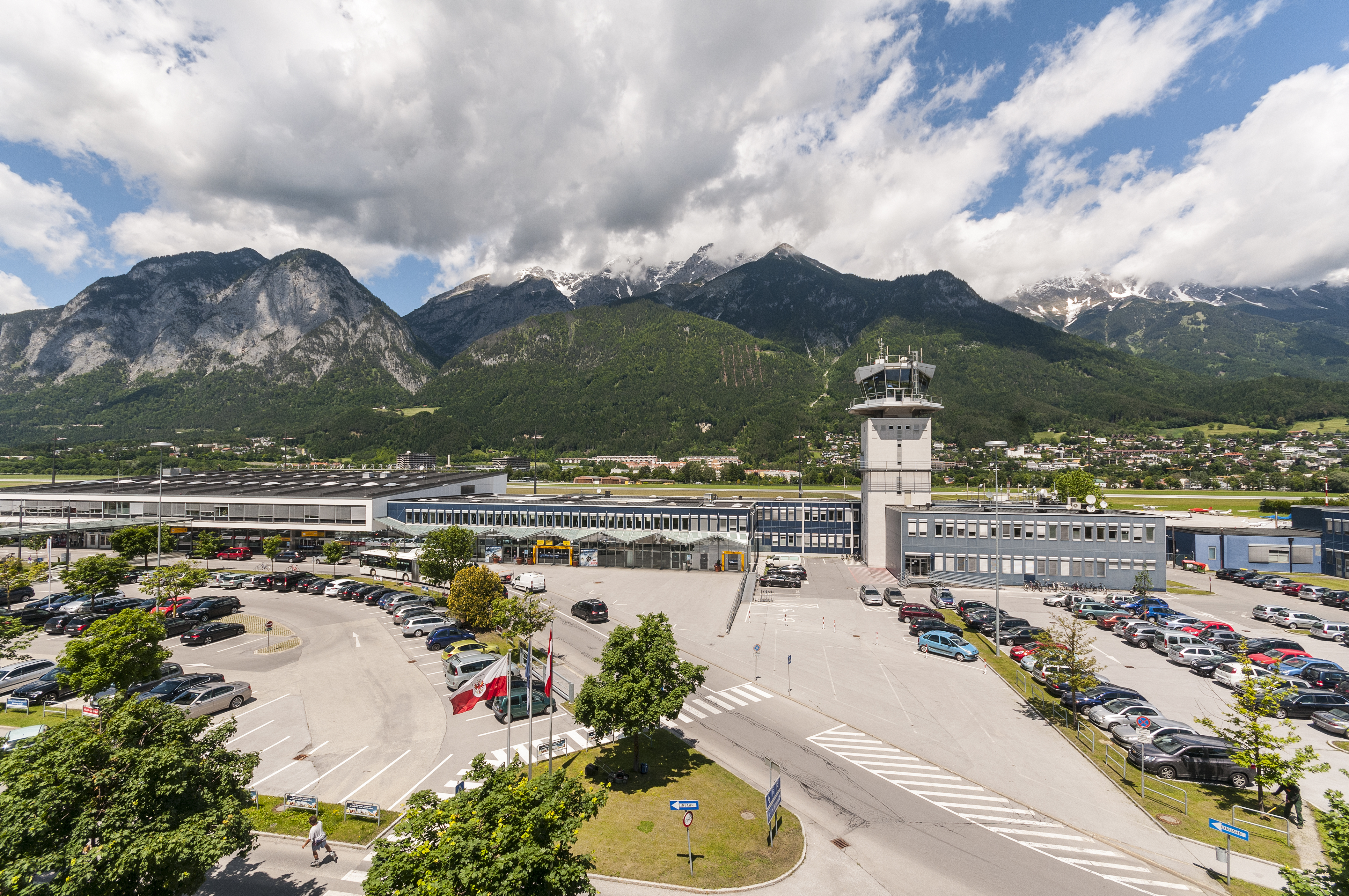

인스브루크 공항(Innsbruck Airport, IATA: INN, ICAO: LOWI)은 서오스트리아 티롤주 최대의 국제공항이다. 인스브루크 중심부에서 약 4킬로미터 지점에 위치해 있다. 이 공항은 1925년 개항했으며 알프스산맥 주변 및 여러 유럽 도착지의 지역 항공편을 관할한다. 겨울에 이 지역으로 여행하는 스키 선수들이 많은 까닭에 상당히 분주해진다.